# Ервін Омич
Ервін Омич (нім. Ervin Omić, нар. 20 січня 2003, Рід-ім-Іннкрайс) — австрійський футболіст, захисник клубу «Вольфсбергер» та молодіжної збірної Австрії. Володар Кубка Австрії.

## Клубна кар'єра
Ервін Омич народився 2003 року в місті Рід-ім-Іннкрайс. Розпочав грати у футбол у юнацькій команді футбольного клубу «Рід», потім продовжив виступи в юнацьких командах клубів «Ред Булл» та «Ювентус». У 2021 році розпочав грати за молодіжну команду туринського «Ювентуса», в якій грав до 2022 року. З початку 2023 року Омич грає у складі австрійського клубу «Вольфсбергер». У складі команди футболіст у сезоні 2024—2025 років став володарем Кубка Австрії.

## Виступи за збірні
У 2017 році Ервін Омич дебютував у складі юнацької збірної Австрії, загалом на юнацькому рівні взяв участь у 33 іграх, відзначившись 9 забитими голами.
У 2022 році Омич розпочав грати у складі молодіжної збірної Австрії. На молодіжному рівні зіграв у 4 офіційних матчах.

## Титули і досягнення
- Володар Кубка Австрії (1):

«Вольфсбергер»: 2024–2025